# Ecatompilo
Ecatompilo (in greco antico Ἑκατόμπυλος Hecatòmpylos, ossia [città dalle] cento porte), nota in epoca pre-islamica come Qumis, era un'antica città nella regione della Partia, nell'attuale Iran nordorientale. Oggigiorno corrisponde alla città iraniana di Damghan (in farsi, دامغان), mentre altri archeologi la collocano nella vicina città di Shahrud, entrambe nella provincia iraniana di Semnan.
Alessandro Magno vi si fermò nell'estate del 330 a.C. Nel luglio di quell'anno, in una radura poco ad oriente, vi fu trucidato a tradimento l'ultimo sovrano achemenide, Dario III in una congiura ordita da alcuni suoi satrapi. Il suo corpo ancora vivo, gettato in una radura all'imbrunire, fu coperto da Alessandro col mantello. Alessandro punì i suoi assassini ed onorò la memoria del suo avversario.
Fu scelta da Arsace I come capitale del regno partico. Al tempo della conquista partica aveva all'incirca 67 000 abitanti; nel 226 d.C. Ecatompilo contava all'incirca 5 000 abitanti.

## Collocazione geografica e storica
La località di Damghan, 105 km ad est del capoluogo regionale di Semnan, è stata occupata fin dalla preistoria, come dimostrano gli scavi effettuati a Tappeh Hessar  appena fuori della città, che hanno restituito i resti di edifici risalenti al IV millennio a.C. Damghan è stata anche identificata come la località probabile di Ecatompilo, la "città dalle cento porte", villaggio insignificante al tempo dell'Impero achemenide (550 a.C. - 330 a.C.) divenne un fiorente centro ellenico sotto i Seleucidi, a causa del passaggio nei suoi pressi della Via della seta (323 a.C. - 250 a.C.) quindi capitale dell'impero dei Parti verso 200 a.C.. Ecatompilo si trovava su una delle principali vie di commercio che collegano l'Asia centrale ai porti del Mediterraneo. Come tutta la regione di Semnan, Damghan ha molto sofferto per i ripetuti terremoti che si sono verificati in epoca storica e per le invasioni dei popoli nomadi dell'Asia centrale, fra il 130 a.C. ed il 1260 d.C. Semnan è il capoluogo di una regione dallo stesso nome. Nonostante la sua grande dimensione, la regione di Semnan è abitata praticamente soltanto nella sua parte più settentrionale. Il resto della regione è occupato dal Dasht-e Kavir, un deserto di sale, le cui condizioni estreme di calore e di aridità si oppongono ad una stanziale presenza umana. Semnan era precedentemente una tappa vitale sulla grande arteria trasversale dell'Iran del Nord che permetteva alle carovane di passare nel deserto. Semnan si trova a 228 km ad est di Teheran, la capitale iraniana.